# فینال جام حذفی فوتبال انگلستان ۱۹۱۵
فینال جام حذفی فوتبال انگلستان ۱۹۱۵، رقابت پایانی جام حذفی فوتبال انگلستان در سال ۱۹۱۵ میلادی است که مابین دو تیم باشگاه فوتبال شفیلد یونایتد و باشگاه فوتبال چلسی در الدترافورد منچستر برگزار شده‌است.
این مسابقه که در تاریخ ۲۴ آوریل ۱۹۱۵ انجام شده‌است با نتیجه ۳ بر ۰ به سود تیم باشگاه فوتبال شفیلد یونایتد به پایان رسید.